# Castelner
Castelner ist eine französische Gemeinde mit 120 Einwohnern (Stand 1. Januar 2022) im Département Landes in der Region Nouvelle-Aquitaine (vor 2016: Aquitanien). Sie gehört zum Arrondissement Mont-de-Marsan und zum Kanton Chalosse Tursan.
Der Name in der gascognischen Sprache lautet Castèthner. Er bedeutet „schwarze Burg“ und weist auf den Sitz der ehemaligen Grundherrenfamilie hin.
Die Einwohner werden Castelnois und Castelnoises genannt.

## Geographie
Castelner liegt ca. 40 Kilometer südlich von Mont-de-Marsan in der Landschaft Chalosse und im Weinbaugebiet Tursan der historischen Provinz Gascogne an der Grenze zum Département Pyrénées-Atlantiques.
Umgeben wird Castelner von den Nachbargemeinden:
|            | Poudenx                                     | Peyre |
| Bassercles | Kompassrose, die auf Nachbargemeinden zeigt |       |
| Labeyrie   | Saint-Médard                                |       |

Castelner liegt im Einzugsgebiet des Flusses Adour.
Der Ruisseau du Cès, ein Nebenfluss des Luy de France, strömt durch das Gebiet der Gemeinde ebenso wie der Juren, ein Nebenfluss des Luy de Béarn.
Die Gemeinde bestätigte 2017 die Auszeichnung „Zwei Blumen“, die vom Conseil national des villes et villages fleuris (CNVVF) im Rahmen des jährlichen Wettbewerbs der blumengeschmückten Städte und Ortschaften verliehen wird. Sie erlangt seit 1985 jährlich einen Preis für diese Verschönerung.

## Geschichte
Castelner ist eine der höchstgelegenen Gemeinde des Départements und bot auf einer Anhöhe zwischen den Tälern des Luy de France und des Luy de Béarn ideale Bedingungen für eine frühe Besiedelung. So sind zahlreiche Artefakte aus der Urgeschichte auf dem Gemeindegebiet gefunden worden. Überreste eines Oppidums aus gallorömischer Zeit sind ebenfalls entdeckt worden. Im Jahre 1310 war Bernard de Poudenx Grundherr von Castelner. Eine Burg wurde errichtet, um die sich das Dorf in der Folge entwickelte.

### Einwohnerentwicklung
Nach Beginn der Aufzeichnungen stieg die Einwohnerzahl bis zur Mitte des 19. Jahrhunderts auf einen Höchststand von rund 335 Einwohnern. In der Folge sank die Größe der Gemeinde bei kurzen Erholungsphasen bis zu den 1970er Jahren auf rund 80 Einwohner, bevor ein moderates Wachstum einsetzte, das in jüngster Zeit wieder einen rückläufigen Trend aufweist.
| Jahr      | 1962 | 1968 | 1975 | 1982 | 1990 | 1999 | 2006 | 2010 | 2022 |
| --------- | ---- | ---- | ---- | ---- | ---- | ---- | ---- | ---- | ---- |
| Einwohner | 108  | 95   | 81   | 85   | 88   | 103  | 122  | 116  | 120  |

## Sehenswürdigkeiten

### PfarrkircheSainte-Catherine

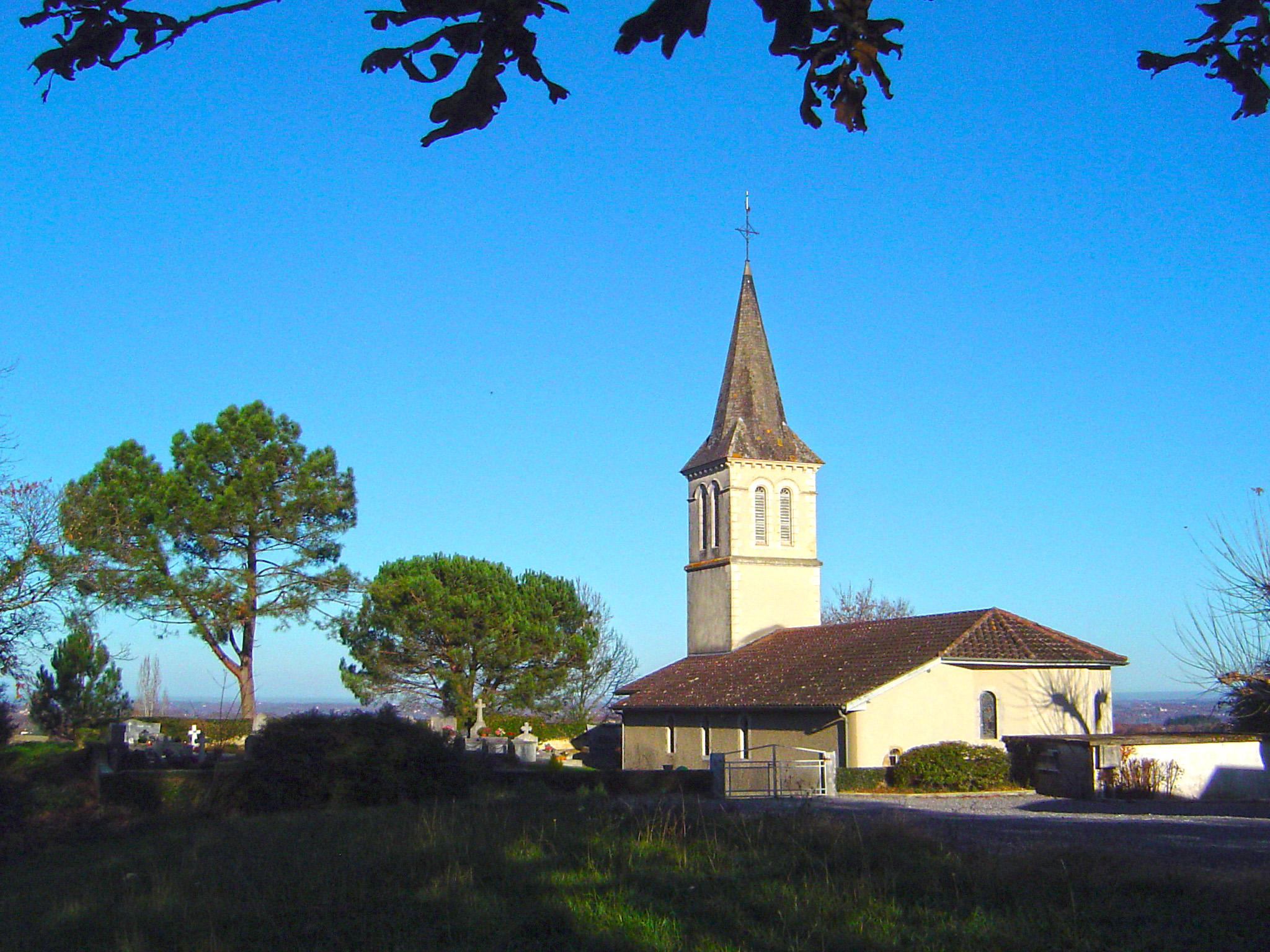
Pfarrkirche Sainte-Catherine

Die Pfarrkirche von Castelner ist Katharina von Alexandrien gewidmet. Das Langhaus mit einer Länge von zwei Jochen und die dreiwandige Apsis mit gleicher Breite sind im 14. oder im 15. Jahrhundert errichtet worden. Das südliche Seitenschiff ist zu einem späteren Zeitpunkt, im 17. oder im 18. Jahrhundert, hinzugefügt worden. Es öffnet sich zum Hauptschiff über drei Rundbogenarkaden aus Ziegelsteinen. In der Verlängerung des Seitenschiffs wurde eine Sakristei am Ende des 18. oder zu Beginn des 19. Jahrhunderts gebaut. Alle Fenster der Kirche wurden im 19. Jahrhundert überarbeitet. Der Kirchturm wurde 1905 vom Unternehmer Auguste Dézert nach Plänen des Architekten F. Dabadie aus Hagetmau neu errichtet, wobei einzelne Elemente des früheren Turms möglicherweise wiederverwendet wurden. In den 1980er Jahren ist der Innenputz entfernt worden, und der Blick ist nun auf das Mauerwerk freigegeben. Das Gebäude ist aus Bruchsteinen aus Kalkstein und eisenhaltigem Sandstein, Garluche genannt, errichtet, wobei in der Nordwand einige Werksteine beim Bau wiederverwendet wurden. Die Decken von Haupt- und Seitenschiff sind aus Gips gearbeitet. Im Westen befindet sich eine Vorhalle, an dem sich der Glockenturm südlich anschließt. Eine Bodenplatte in der Vorhalle trägt die Inschrift „Grabstätte der Familie Claverie d’Augereau“, zweifellos einer früheren Grundherrenfamilie von Castelner. Der Glockenturm besitzt Schallöffnungen an allen Seiten in Form von rundbogenförmigen Doppelfenstern und einen oktogonalen Helm, der mit Schiefer gedeckt ist.
Der einzige ältere Ausstattungsgegenstand der Kirche ist der kleine Tabernakel aus Holz mit Voluten aus dem 18. Jahrhundert. Drei künstlerisch ausgestaltete Glasfenster, die sich im Chor befinden, sind Werke der Glasmalerei Mauméjean aus Pau aus dem Jahre 1888. Sie zeigen das Motiv des Herzens Jesu sowie den heiligen Josef mit Jesuskind und Maria.

## Wirtschaft und Infrastruktur

### Verkehr
Castelner ist erreichbar über die Routes départementales 56 (Pyrénées-Atlantiques: 131) und 450.